# Вибрационная диагностика
Вибрационная диагностика — метод диагностирования технических систем и оборудования, основанный на анализе параметров вибрации, либо создаваемой работающим оборудованием, либо являющейся вторичной вибрацией, обусловленной структурой исследуемого объекта.
Вибрационная диагностика, как и другие методы технической диагностики, решает задачи поиска неисправностей и оценки технического состояния исследуемого объекта.

## Диагностические параметры
При вибрационной диагностике как правило исследуются временной сигнал или спектр вибрации того или иного оборудования. Также применяется кепстральный анализ (кепстр — анаграмма слова спектр).
При вибрационной диагностике анализируются виброскорость, виброперемещение, виброускорение.
В качестве диагностических параметров могут выступать следующие:
- ПИК — максимальное значение сигнала на рассматриваемом интервале времени;
- СКЗ — среднее квадратическое значение (действующее значение) сигнала для рассматриваемой полосы частот;
- ПИК-фактор — отношение параметра ПИК к СКЗ;
- ПИК-ПИК — (Размах) разница между максимальным и минимальным значением сигнала на рассматриваемом интервале времени;
- SPM — метод ударных импульсов, основанный на использовании специального датчика с резонансной частотой 32 кГц и алгоритма обработки ударных волн малой энергии, генерируемых подшипниками качения вследствие соударений и изменений давления в зоне качения этих подшипников (Эдвин Сёхль, SPM Instrument, Швеция, 1968 г.);
- EVAM — Аббревиатура EVAM является сокращением от «Evaluated Vibration Analysis Method», что в переводе означает «Метод анализа вибрации с оценкой состояния». Метод EVAM® объединяет в себе различные общепризнанные методики анализа вибросигналов вместе с программными средствами практической оценки состояния оборудования на основе результатов такого анализа. Поддерживается программно и аппаратно, как и метод SPM, оборудованием и ПО производства фирмы SPM Instrument AB[англ.] (Швеция)
- SPM-M: пик-фактор на резонансной частоте акселерометра (ООО Бифор) (1980 г.)
- RPF: пик-фактор высших частот вибрации механизмов (1982 г.)
- VСС — контроль степени кондиции смазки (1995 г.)
- ARP: распределение амплитуд импульсов сухого трения в узлах машин (2001 г.)
- Entropy — вибрационно-энтропийная оценка состояния узлов машин (2002 г.)

Из датчиков вибрации наиболее часто применяются акселерометры (вибропреобразователи ускорения) пьезоэлектрические датчики.

## Применение метода
Наибольшее развитие метод получил при диагностировании подшипников качения. Также вибрационный метод успешно применяется при виброиспытании изделий и диагностике колёсно-редукторных блоков на железнодорожном транспорте.
Заслуживают внимания виброакустические методы поиска утечек газа и в гидрооборудовании. Суть этих методов заключается в следующем: жидкость или газ, дросселируя через щели и зазоры, создаёт турбулентность, сопровождающуюся пульсациями давления, и, как следствие, в спектре вибраций и шума появляются гармоники соответствующих частот. Анализируя амплитуду этих гармоник, можно судить о наличии (отсутствии) течей.
Интенсивное развитие метода в последние годы связано с удешевлением электронных вычислительных средств и упрощением анализа вибрационных сигналов.

## Преимущества
- метод позволяет находить скрытые дефекты;
- метод, как правило, не требует сборки-разборки оборудования;
- малое время диагностирования;
- возможность обнаружения неисправностей на этапе их зарождения.
- снижение ожидаемого риска возникновения аварийной ситуации при эксплуатации оборудования.

## Недостатки
- особые требования к способу крепления датчика вибрации;
- зависимость параметров вибрации от большого количества факторов и сложность выделения вибрационного сигнала обусловленного наличием неисправности, что требует глубокого применения методов корреляционного и регрессионного анализа.
- точность диагностирования в большинстве случаев зависит от числа сглаженных (осреднённых) параметров, например числа оценок SPM.